# Тиха већина: Животне приче политичарки из Србије
Тиха већина : животне приче политичарки из Србије је зборник интервјуа који је приредила Дијана Суботички, први пут објављен 2013. године у издању "Банатског културног центра" из Новог Милошева и УГ "Постпесимисти Кикинде" из Кикинде.

## О приређивачу
Дијана Суботички је рођена 1983. године у Кикинди. Године 2007. је дипломирала на Филозофском факултету у Новом Саду. Тренуто је докторанткиња Универзитета у Новом Саду. Новинарством се бави од 1998. године. У октобру 2012. изабрана је за председницу Програмског одбора Радиодифузне установе Војводине. Чланица је Независног друштва новинара Војводине, Независног удружења новинара Србије и Интернационалне федерације новинара (ИФЈ).

## О књизи
Књига Тиха већина : животне приче политичарки из Србије садржи животне приче жена политичарки које је ауторка интервјуисала орал хисторy методом. Политичарке су у средишту њеног академског образовања на докторским студијама у Центру за родне студије ACIMSI Универзитета у Новом Саду. Књига приказује животе 14 репрезентативних политичарки Србије са националног, покрајинског и локалног нивоа међу којима су:
- Славица Ђукић- Дејановић,
- Санда Рашковић-Ивић,
- Гордана Поп Лазић,
- Олгица Батић,
- Милица Радовић,
- Александра Јерков,
- Маријана Четојевић,
- Злата Ђерић,
- Елвира Ковач,
- Александра Мајкић,
- Гордана Рајков,
- Маја Седларевић,
- Снежана Стојановић-Плавшић и
- Софка Васиљковић.

Дијана Суботички је приказала 14 разноликих, искрених, потресних и узбудљивих исповести оних жена које смо гледали и гледамо у преносима скупштинских заседања и полемикама у којима заступају ставове политичких партија, посланичких група или Владе. То су  исповести у којима откривају до сада непознате, али важне детаље из личног и породичног живота, професионалне и политичке каријере.
Приказане су жене које су 2012. године изабране за посланице у Скупштини Републике Србије, као и оне које су се током своје политичке каријере нашле на највишим државним функцијама: актуелне и бивше министарке, председнице и потпредседнице парламената (локалног, покрајинског и републичког), амбасадорке, као и оне политичарке које данас заузимају највише функције у својим политичким партијама (председснице и потпредседнице). Исповести две жене политичарке: Гордане Рајков, прве жене у индвалидским колицима која је постала посланица у Скупштини Србије и Софке Васиљковић, заменице председника Националног савета Рома у Србији, чини посебну вредност ове књиге.